# 2016 CP31
2016 CP31 est un astéroïde troyen de Mars stable se trouvant aux alentours du point L5 du couple Soleil-Mars. Il fait partie de la famille d'Eurêka.

## Découverte
D'abord repéré en 2014 comme petit objet terrestre, 2016 CP31 est rapporté en tant qu'astéroïde par le Catalina Sky Survey le 7 février 2016.

## Caractéristiques
C'est un troyen martien L5 stable de la famille d'Eurêka. Il présente, comme tous les astéroïdes de la famille, une composante minérale à dominante d'olivine.

## Orbite
Il partage l'orbite de Mars et appartient à la famille d'Eurêka faisant partie des 15 astéroïdes troyens martiens aux alentours du point Lagrange L5,.

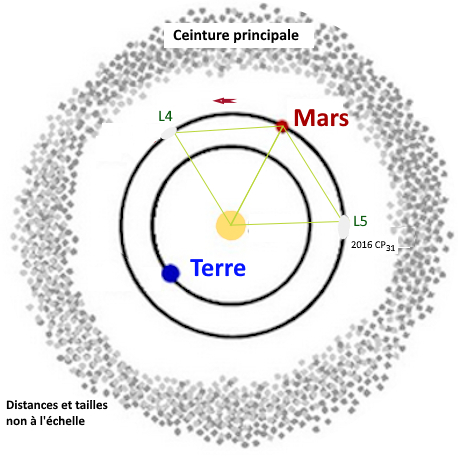
Positionnement du troyen 2016 CP31 aux alentours du point Lagrange L5

## Origine
Une étude publiée en 2017 par l'INAF suggère que la famille d'Eurêka, ait possiblement une origine par fragmentation collisionnelle. Hypothèse confortée en 2025 dans une publication d'Astronomy & Astrophysics avec les éléments spécifiques de la famille d'Eurêka, dont l'astéroïde 2016 CP31.